# GNC (기업)
제너럴 뉴트리션 센터 (General Nutrition Centers, GNC)는 비타민, 미네랄, 허브류, 스포츠 영양 보충제, 에너지 상품 등 건강 관련 기능 식품을 생산, 판매하는 전문 기업이다. 본사는 미국 피츠버그에 위치해 있다.

## 역사

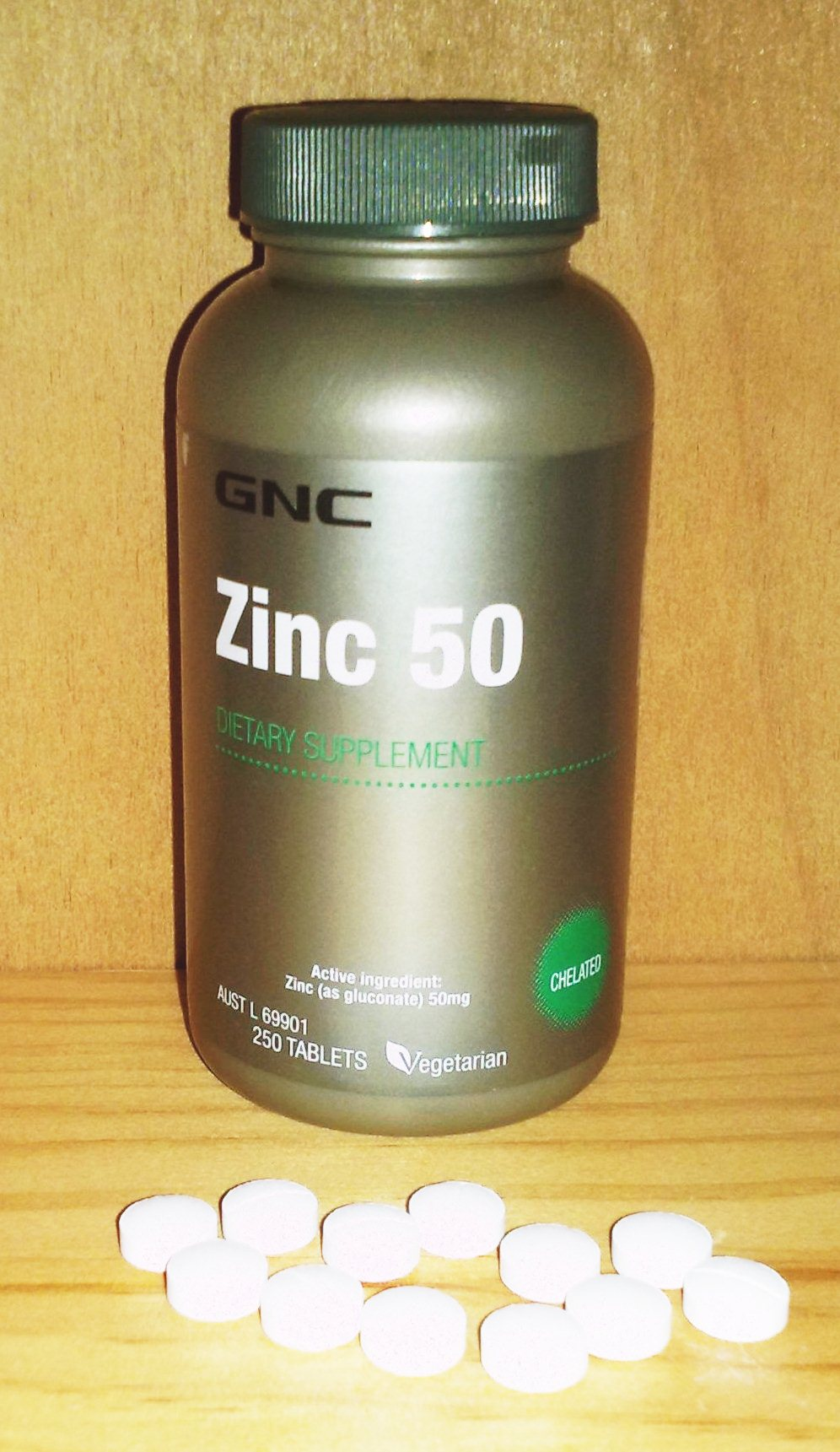
GNC Zinc 50

GNC는 1935년 데이비드 샤카리언이 미국 펜실베이니아주 피츠버그에서 "LACKZOOM"이라는 이름의 작은 건강식품 상점을 개업하면서 시작되었다. 매장 운영과 함께 1947년 우편 주문 사업을 개시했다. 1955년 회사 이름을 "GENERAL NUTRITION INCORPORATION(GNI)"이라는 이름으로 변경하였다가 건강식품에 대한 관심이 증대되기 시작하면서 건강식품의 판매가 늘어나자 1960년 회사 이름을 "GENERAL NUTRITION CENTER(GNC)"로 변경하여 오늘날에 이르렀다.
2020년 6월, GNC는 챕터 11 파산 보호를 신청했으며 최소 800개점을 폐쇄할 계획을 언급했다.